# Момот рудоголовий
Момот рудоголовий (Baryphthengus ruficapillus) — вид сиворакшоподібних птахів родини момотових (Momotidae).

## Поширення
Вид поширений на півдні Бразилії, сході Парагваю та півночі Аргентини. Живе у тропічних та субтропічних вологих лісах.

## Опис
Птах завдовжки 38-44 см. Тіло струнке. Лапи тонкі і короткі. Дзьоб потужний і з зазубринами, чорного кольору. Оперення зеленого забарвлення. Верх голови рудий. Лицьова маска чорна. Груди помаранчеві. Хвіст довгий. Два середніх пера хвоста найдовші і в середині мають голий остов, так що на кінцях пір'я утворюються овали, схожі на ракетки.

## Спосіб життя
Живе під пологом дощового лісу. Живиться комахами, дрібними хребетними, рідше дрібними плодами. Гнізда облаштовує у дуплах дерев. У гнізді два білих яйця.